# ناحیه استان کریک
ناحیه استان کریک (به لاتین: Stann Creek District) یک ناحیه در بلیز است که در شرق این کشور واقع شده‌است. ناحیه استان کریک ۲٬۱۷۶ کیلومتر مربع مساحت و ۳۲٬۱۶۶ نفر جمعیت دارد.